# Christine Schulz-Reiss
Christine Schulz-Reiss (* 1956) ist eine deutsche Kinder- und Jugendbuchautorin sowie freie Journalistin.

## Leben
Christine Schulz-Reiss studierte nach ihrem Abitur in Erlangen und München Germanistik, Geschichte, Politik und Kommunikationswissenschaften. Nach einem Volontariat bei den Stuttgarter Nachrichten wurde sie zunächst Politikredakteurin, dann stellvertretende Leiterin des Ressorts Reportagen, Magazin und Nachrichten der Münchner Abendzeitung. Seit 1991 ist sie freie Journalistin und schreibt für verschiedene Magazine, wie zum Beispiel P.M. und Geo. Sie gibt Lesungen und diskutiert mit jungen Leuten in Schulen, Bibliotheken und Buchhandlungen.
Im Jahr 2003 legte sie mit Nachgefragt: Politik ihr erstes Buch vor, das 2004 für den Gustav-Heinemann-Preis nominiert wurde.
Auch ihre folgenden Bücher behandeln dringende Fragen des Zusammenlebens und interkultureller Zusammenarbeit. Dabei werden abstrakte Themen wie Ethik und Philosophie von der Autorin jugendgerecht vermittelt und in die unmittelbare Erfahrungswelt des Lesers eingebettet.
Christine Schulz-Reiss lebt heute in der Nähe von München.

## Werke
- Nachgefragt: Politik, Bindlach, Loewe 2003, ISBN 978-3-7855-4840-0
- Nachgefragt: Philosophie, Bindlach, Loewe 2005, ISBN 978-3-7855-5578-1
- Nachgefragt: Europa
- Nachgefragt: Menschenrechte und Demokratie
- Nachgefragt: Flucht und Integration
- Was glaubt die Welt?, Bindlach, Loewe 2006
- So lebt die Welt
- Wer war das? Abenteurer und Entdecker
- Wer war das? Menschen der Geschichte, Bindlach, Loewe 2007, ISBN 978-3-7855-4647-5
- Wer war das? Forscher und Erfinder
- Wer war das? Dichter und Denker
- Ghostwriting: Unterwegs in der Weltgeschichte mit Hape Kerkeling, Random House, Audio, 2011
- Christentum. Geschichte, Glaube und Gemeinschaft, Gerstenberg Verlag 2011
- Das Hausbuch der Weltreligionen, Gerstenberg Verlag 2012
- Wer war das? 33 Menschen der Geschichte, die jeder kennen sollte, Loewe, 2016
- Johannes Gutenberg und das Werk der Bücher, Kindermann Verlag, Berlin 2018
- Die geheimnisvolle Welt des Leonardo da Vinci, Kindermann Verlag, Berlin 2019
- Fernando Magellan – einmal um die ganze Welt, Kindermann Verlag, Berlin 2021, ISBN 978-3-934029-79-8.
- Marie Curie – eine Frau verändert die Welt, Kindermann Verlag, Berlin 2022, ISBN 978-3-949276-06-4
- einfach erklärt: Politik-Demokratie-Deine Rechte, Loewe-Verlag, Bindlach 2022, ISBN 978-3-7432-1014-1
- Frida Kahlo – die Farben einer starken Frau, Kindermann Verlag, Berlin 2024, ISBN 978-3-949276-36-1